# Sant Sebastià de Montmajor
Sant Sebastià de Montmajor és un poblet de sis habitants en el municipi de Caldes de Montbui al Vallès Oriental. Està situat entre les muntanyes de Gallifa i del Farell.

## Història
L'alou de Sant Sebastià de Montmajor està documentat des del 1065, i el 1098 ja pertanyia al monestir de Sant Cugat. Durant els primers temps de repoblació, algunes parcel·les de terra van ser donades a l'orde de Sant Benet. I amb l'auspici d'aquest orde es van fundar parròquies com la de Sant Sebastià de Montmajor. Aquestes parròquies, en beneficiar-se dels acords de pau i treva, van donar lloc a petits nuclis de poblament.
El 1216, el bisbe de Barcelona va confirmar la donació de Sant Sebastià a l'església de Caldes. Al cap de molts anys, el 1868, va ser declarada parròquia independent i li van ser agregades cases de la parròquia de Gallifa com Ginestós, Salví, Montbou o Oller, entre d'altres.
Del poble n'hi ha constància des de 1065, i formava part de la llarga llista de llocs que depenien del Monestir de Sant Cugat, justament fou una decisió de l'abadia aixecar l'església romànica on s'honorava i s'honora a Sant Sebastià en forma d'aplec anual. En ocasió de l'exposició Universal de 1928-1929, i formant part de l'anomenat Poble Espanyol, es reproduí aquest singular temple.

## L'església
L'església romànica consta d'una sola nau de volta de canó, amb un gran absis quadrangular. El transsepte presenta absidioles semicirculars. Al creuer hi ha el campanar de planta quadrada amb dos pisos de finestres a cada cara. A l'interior podem veure un retaule renaixentista d'autor desconegut, unes pintures al fresc de l'absis de l'artista Antoni Vila Arrufat i un Sant Sebastià de fusta pintada fet per Sebastià Badia.

## Nucli
El nucli de població principal i més antic es troba en una fondalada tot baixant del Farell, anomenat primerament Montmajor; des d'aquí se'ns obre una vall que, amb l'única excepció del Castell de Gallifa que sobresurt dins d'un mar de verd, arriba fins als cingles. Està compost d'escassament deu cases distribuïdes en un parell de minúsculs carrers, que coincideixen formant un angle recte; la plaça que dona accés a l'església, ho fa també en la seva part inferior, al restaurant anomenat La Rectoria, que obre les portes els divendres, dissabtes i diumenges, la part més elevada del poble és justament el petit cementiri on acaronats pel sol, descansen eternament els habitants de Sant Sebastià cridats ja a la casa del Pare Celestial.
Pel camí comú, des de Castellar del Vallès, Sentmenat i Sant Llorenç de Savall, s'arriba al poble per l'anomenada baixada del rellotge, actualment només una torre sense senyalització, en la que ens confirmen que hi ha havia un rellotge que se sentia perfectament tant des del nucli principal, com des del Serrat de Baix, habitat principalment en els períodes de vacances.
El poble ha canviat poc en els seus més de mil anys d'història; avui amb una mínima població permanent, sense cap mena de servei, i situat al final d'una carretera a la qual qualificar de sinuosa no li fa justícia, s'ha de refiar del turisme, ja sigui en la seva vessant tradicional, a peu, en bicicleta i a cavall, ja en els qui accedeixen en vehicles de motor.